# Hidróxido de cesio
El hidróxido de cesio es una base fuerte (pKa = 15,76) que contiene el metal alcalino cesio, muy reactivo, al igual que otros hidróxidos de metales alcalinos como el hidróxido de sodio y el hidróxido de potasio. Es el más fuerte de los cinco hidróxidos de metales alcalinos. El hidróxido de cesio fundido se utiliza para disolver muestras de vidrio con fines analíticos en la industria del vidrio comercial y en una instalación de procesamiento de residuos nucleares, ya que es capaz de disolver el vidrio al atacar su estructura de sílice. El proceso de fusión se lleva a cabo en un crisol de níquel o circonio. La fusión del hidróxido de cesio a 750 °C produce la disolución completa de los gránulos de vidrio. 
Debido a su alta reactividad, el hidróxido de cesio es extremadamente higroscópico . El hidróxido de cesio de laboratorio suele ser un hidrato .
Se trata de un grabador anisótropo de silicio que deja al descubierto planos octaédricos. Esta técnica puede formar pirámides y fosas de grabado de forma regular para aplicaciones en sistemas microelectromecánicos. Se sabe que es más selectivo para grabar silicio altamente dopado con p que el hidróxido de potasio, que se utiliza más comúnmente.
Este compuesto no suele utilizarse en experimentos debido al elevado coste de extracción del cesio y a su carácter reactivo. Su comportamiento es similar al de los compuestos hidróxido de rubidio e hidróxido de potasio, aunque es más reactivo.